# 経済産業省アイディアボックス
経済産業省アイディアボックス（けいざいさんぎょうしょうアイディアボックス）は、経済産業省が運営するウェブサイトで、インターネットを使って国民のアイディアを集積する試み。第一回の実施では、IT分野を主にアイディアの募集と、サイト上でのディスカッションがなされた。投稿したアイディアに対し、コメント・投票が可能な点が特徴。
「アイディアボックス」の仕組み自体は、米ホワイトハウスが実施した、国民からのアイディア募集サイト（Open For Questions）がモデルとなっている。

## 機能
- ユーザ機能
  - 通常ログイン機能
  - OpenIDログイン機能 ※1
  - Oauthログイン機能※3
- アイディア投稿機能
  - 関連アイディア投稿機能 ※2
- コメント機能
  - アイコン表示機能 ※1
  - 投稿時のアイディアへのリンク機能 ※1
  - コメントに対するコメント機能 ※1
  - 投票によるコメントの色分け機能 ※1
  - ユーザによるコメント修正機能 ※1
  - コメントに対する評価機能 ※2
- 投票機能
  - アイディアに対する賛成/反対投票
  - 中立投票 ※1
  - アンケート機能 ※2
- アイディア一覧機能
- 個別アイディア表示機能
- 検索機能
- 個人プロファイル機能
- サイト分析機能 ※2
- 外部サイトとの連携機能
  - Twitter表示・投稿機能 ※1
  - RSS機能 ※1
  - Social Bookmark機能 (はてなブックマーク、delicious.com) ※1

※1は2010年2月版で導入された機能 (出典の資料による)
※2は2010年6月版で導入された機能 (出典の資料による)
※3は2010年6月以降に導入された機能

## 成果
アイディアボックスが発端として、実現、検討に至ったもので公開されている事例として下記が挙げられる。

### 実現したアイディア
- 中小企業庁のニュースリリースのRSS化
  - 中小企業庁
- 情報発信にTwitterを活用してみては
  - オープン経済産業省twitter
- アイデアボックスの継続
- 申請のワンストップサービスについて
  - 引越ワンストップサービスの実証実験が始まります（実利用可能です）

### 検討中のアイディア
- 外字問題の解決
  - アイディア15位「外字問題の解決」に取り組みます

## 歴史
- 2009年
  - 10月14日 - 電子経済産業省アイディアボックス開始
  - 11月14日 - 電子経済産業省アイディアボックス終了
  - 12月21日 - アフターアイディアボックス開始
- 2010年
  - 2月16日 - 経済産業省アイディアボックス事前受付開始
  - 2月23日 - 経済産業省アイディアボックス開始
  - 3月31日 - 経済産業省アイディアボックス終了
  - 6月22日 - 休暇分散化アイディアボックス開始
  - 7月12日 - 休暇分散化アイディアボックス終了
  - 7月29日 - オープンガバメントアイディアボックス開始
  - 8月31日 - 陸別町アイディアボックス開始
  - 9月2日 - 伊根町アイディアボックス開始
  - 9月24日 - 国民の声アイディアボックス開始
  - 10月15日 - 国民の声アイディアボックス終了
  - 10月1日 - 鶴ヶ島市アイディアボックス開始
- 2011年
  - 3月31日 - 陸別町アイディアボックス、伊根町アイディアボックスおよび鶴ヶ島市アイディアボックス終了
  - 7月1日 - 節電アイディアボックス開始
- 2013年2月1日 - オープンデータアイディアボックス開始
- 2016年2月16日 - デジタルガバメントアイディアボックス開始
- 2017年3月8日 - デジタルガバメントアイディアボックス開始
- 2020年
  - 5月13日 - VS COVID-19アイディアボックス開始
  - 10月9日 - デジタル改革アイディアボックス開始

## 実施時期による体制・機能の違い

### 2009年10月
- 名称: 「電子経済産業省アイディアボックス」
  - 運営主体: 経済産業省
  - 受注企業: セールスフォース・ドットコム（現・セールスフォース）
  - 受注金額: 714万円
  - 提供期間: 2009年10月14日〜11月14日
  - パッケージ: セールスフォース・ドットコム
  - 提供形態: SaaS
  - 利用状況
    - アクセス数: 69万PV
    - ユーザー数: 1,063
    - 投稿数 456
    - 投票数 7,041 (賛成6,062 反対979)

### 2010年2月
- 名称: 「経済産業省アイディアボックス」
  - 運営主体: 経済産業省
  - 受注企業: オープンビジネスソフトウェア協会
  - 受注金額: 90万円
  - 提供期間: 2010年2月23日〜3月下旬
  - パッケージ: アイディアボックス（ベースパッケージとしてSugarCRMを利用）
  - 提供形態: SaaS
  - 利用状況:
    - ユーザー数: 3,799
    - 投稿数 936
    - 投票数 5,974

  - 説明書: ユーザーガイド

### 2010年6月
- 名称: 「休暇分散化アイディアボックス」
  - 運営主体: 国土交通省観光庁
  - 受注企業: 株式会社サンビジネス
  - 受注金額: 5100万円（2010年6月22日～2010年11月30日までの委任契約、複数ある調査事業の一環として実施）
  - 提供期間: 2010年6月22日〜7月12日
  - パッケージ: アイディアボックス（ベースパッケージとしてSugarCRMを利用）
  - 提供形態: SaaS
  - 利用状況:
    - ユーザー数: 3,278
    - 投票数 11,915

  - 契約の一部として実施

### 2010年7月
- 名称: 「オープンガバメント・アイディアボックス」
  - 運営主体: 経済産業省
  - 受注企業: 株式会社サンビジネス
  - 受注金額: #2010年6月から継続
  - 提供期間: 2010年7月29日〜8月30日
  - パッケージ:アイディアボックス（ベースパッケージとしてSugarCRMを利用）
  - 提供形態: SaaS
  - 契約の一部として実施

### 2010年9月
- 名称: 「陸別町アイディアボックス」
  - 運営主体: 陸別町
  - 受注企業: 株式会社サンビジネス
  - 受注金額: #2010年6月から継続
  - 提供期間: 2010年7月29日〜11月30日
  - パッケージ: アイディアボックス(ベースパッケージとしてSugarCRMを利用)
  - 提供形態: SaaS
  - 契約の一部として実施

- 名称: 「伊根町アイディアボックス」
  - 運営主体: 伊根町
  - 受注企業: 株式会社サンビジネス
  - 受注金額: #2010年6月から継続
  - 提供期間: 2010年7月29日〜11月30日
  - パッケージ: アイディアボックス（ベースパッケージとしてSugarCRMを利用）
  - 提供形態: SaaS
  - 契約の一部として実施

- 名称: 「国民の声アイディアボックス」
  - 運営主体: 内閣府
  - 受注企業: 株式会社サンビジネス
  - 受注金額: #2010年6月から継続
  - 提供期間: 2010年9月24日〜10月14日
  - パッケージ: アイディアボックス（ベースパッケージとしてSugarCRMを利用）
  - 提供形態: SaaS
  - 契約の一部として実施

### 2010年10月
- 名称: 「鶴ヶ島市アイディアボックス」
  - 運営主体: 鶴ヶ島市
  - 受注企業: 株式会社サンビジネス
  - 受注金額: #2010年6月から継続
  - 提供期間: 2010年10月1日〜11月30日
  - パッケージ: アイディアボックス（ベースパッケージとしてSugarCRMを利用）
  - 提供形態: SaaS
  - 契約の一部として実施

### 2011年7月
- 名称: 「節電アイディアボックス」
  - 運営主体: 内閣府
  - 受注企業: 株式会社自動処理
  - 提供期間: 2011年7月1日〜
  - パッケージ: アイディアクラウド（ベースパッケージとしてSugarCRMを利用）
  - 提供形態: SaaS
  - 契約の一部として実施

### 2013年2月
- 名称: 「オープンデータアイディアボックス」
  - 運営主体: 内閣官房
  - 受注企業: 株式会社自動処理
  - 提供期間: 2013年2月1日〜
  - パッケージ: アイディアボックス（ベースパッケージとしてSugarCRMを利用）
  - 提供形態: SaaS
  - 契約の一部として実施

### 2016年2月
- 名称: 「デジタルガバメントアイディアボックス」[1][2]
  - 運営主体: 内閣官房
  - 受注企業: 株式会社自動処理
  - 提供期間: 2016年2月16日〜
  - パッケージ: アイディアボックス（ベースパッケージとしてSugarCRMを利用）
  - 提供形態: SaaS
  - 契約の一部として実施

### 2017年3月
- 名称: 「デジタルガバメントアイディアボックス2017」[3][4]
  - 運営主体: 内閣官房
  - 受注企業: 株式会社自動処理
  - 提供期間: 2017年3月30日〜
  - パッケージ: アイディアボックス（ベースパッケージとしてSugarCRMを利用）
  - 提供形態: SaaS
  - 契約の一部として実施

### 2020年5月
- 名称: 「VS COVID-19アイディアボックス」[5][6][7]
  - 運営主体: Code for Japan
  - システム提供: 株式会社自動処理
  - 受注金額: 無償提供
  - 提供期間: 2020年5月13日〜
  - パッケージ: アイディアボックス（ベースパッケージとしてSugarCRMを利用）
  - 提供形態: SaaS

### 2020年10月
- 名称: 「デジタル改革アイデアボックス」[8][9][10]
  - 運営主体: 内閣官房
  - システム提供: 株式会社自動処理
  - 提供期間: 2020年9月9日〜
  - パッケージ: アイディアボックス（ベースパッケージとしてSugarCRMを利用）
  - 提供形態: SaaS 利用状況:
    - ユーザー数: 7,299
    - 投稿数 7,860
    - 投票数 71,154

### 2021年2月
- 名称: 「たかまつアイデアFACTORY」[11]
  - 運営主体: 高松市
  - システム提供: 株式会社自動処理
  - 提供期間: 2020年9月9日〜
  - パッケージ: アイディアボックス（ベースパッケージとしてSugarCRMを利用）
  - 提供形態: SaaS

### 2021年6月
- 名称:「みえDXアイデアボックス」[12]
- 運営主体: 三重県

- システム提供: 株式会社自動処理
  - 提供期間: 2020年9月9日〜
  - パッケージ: アイディアボックス（ベースパッケージとしてSugarCRMを利用）
  - 提供形態: SaaS